# You ji dui ge

You ji dui ge (chinois traditionnel : 游擊隊歌 ; chinois simplifié : 游击队歌 ; pinyin : yóu jī duì gē ; litt. « Le Chant de la guérilla ») est un chant patriotique composé par He Luting en 1937 et régulièrement utilisé par les combattants chinois des factions communiste et nationaliste tout au long de la seconde guerre sino-japonaise (1937-1945). La mélodie est très fortement inspirée de celle des British Grenadiers, chanson de marche des grenadiers de l'armée britannique qui date du XVIIe siècle.
Les paroles de la chanson décrivent sous un jour très favorable le quotidien des tireurs d'élite engagés au sein du parti communiste chinois.

## Paroles
| Chinois simplifié | Chinois traditionnel | Pinyin | Sens des paroles en français |
| --- | --- | --- | --- |
| 我们都是神枪手 每一颗子弹消灭一个敌人 我们都是飞行军 哪怕那山高水又深 在密密的树林里 到处都安排同志们的宿营地 在高高的山岗上 有我们无数的好兄弟 没有吃 没有穿 自有那敌人送上前 没有枪 没有炮 敌人给我们造 我们生长在这里 每一寸土地都是我们自己的 无论谁要抢占去 我们就和他拼到底 哪怕日本强盗凶 我们的弟兄打起来真英勇 哪怕敌人枪炮狠 找不到我们的踪和影 让敌人乱冲闯 我们的阵地建立在敌人侧后方 敌人的战线越延长 我们的队伍越扩张 不分穷 不分富 四万万同胞齐武装 不分党 不分派 大家都来抵抗 我们越打越坚强 日本强盗正在走向灭亡 待到最后胜利日 世界的和平见曙光 | 我們都是神槍手 每一顆子彈消滅一個敵人 我們都是飛行軍 哪怕那山高水又深 在密密的樹林裡 到處都安排同志們的宿營地 在高高的山崗上 有我們無數的好兄弟 沒有吃 沒有穿 自有那敵人送上前 沒有槍 沒有炮 敵人給我們造 我們生長在這裡 每一寸土地都是我們自己的 無論誰要搶佔去 我們就和他拼到底 哪怕日本強盜兇 我們的弟兄打起來真英勇 哪怕敵人槍炮狠 找不到我們的蹤和影 讓敵人亂衝闖 我們的陣地建立在敵人側後方 敵人的戰線越延長 我們的隊伍越擴張 不分窮 不分富 四萬萬同胞齊武裝 不分黨 不分派 大家都來抵抗 我們越打越堅強 日本強盜正在走向滅亡 待到最後勝利日 世界的和平見曙光 | wǒmén dōu shì shén qiāngshǒu měi yī kē zǐdàn xiāomiè yī gè dírén wǒmén dōu shì fēi xíngjūn nǎ pà nà shān gāo shuǐ yòu shēn zài mìmì de shùlín lǐ dàochǔ dōu ānpái tóngzhìmén de sùyíngdì zài gāogāo de shāngǎng shàng yǒu wǒmén wúshù de hǎo xiōngdì méiyǒu chī méiyǒu chuān zìyǒu nà dírén sòngshàng qián méiyǒu qiāng méiyǒu pào dírén gěi wǒmén zào wǒmén shēng zhǎng zài zhèlǐ měi yī cùn tǔdì dōu shì wǒmén zìjǐ de wúlùn sheí yào qiǎngzhàn qù wǒmén jiù hé tā pīn dào dǐ nǎ pà rìběn qiáng dào xiōng wǒmén de dìxiōng dǎqǐlái zhēn yīngyǒng nǎ pà dírén qiāng pào hěn zhǎo bù dào wǒmén de zōng hé yǐng ràng dírén luàn chōngchuǎng wǒmén de zhèndì jiànlì zài dírén cèhòufāng dírén de zhànxiàn yuè yáncháng wǒmén de duìwǔ yuè kuòzhāng bù fēn qióng bù fēn fù sì wàn wàn tóngbāo qí wǔzhuāng bù fēn dǎng bù fēn pai dàjiā dōu lái dǐkàng wǒmén yuè dǎ yuè jiānqiáng rìběn qiángdào zhèng zài zǒu xiàng mièwáng dài dào zuìhòu shènglì rì shìjiè de hépíng jiàn shǔguāng | Nous sommes tous des tireurs d'élite, Chacune de nos balles élimine un ennemi, Nous sommes tels une armée volante, Ignorant les hautes montagnes et les rivières profondes. Dans les épaisses forêts, Il y a partout des camps préparés pour les camarades, Sur les sommets des hautes montagnes, Nos frères sont innombrables. Sans nourriture, sans vêtement, Voici les ennemis qui nous ravitailleront ! Sans fusil, sans canon, L'ennemi nous donnera les siens ! Nous sommes nés et avons grandi ici, Chaque once de terrain nous appartient, Si quelqu'un devait l'envahir, Nous nous battrions avec lui jusqu'au bout. Bien que les voleurs japonais soient vicieux, Nos frères combattent vaillamment, Bien que l'artillerie adverse soit féroce, Ils ne peuvent retrouver notre trace et voir nos ombres. Laissons le chaos partir à la rencontre de l'adversaire, Nos positions se situent sur le même côté que le leur, Lorsque l'ennemi étend son front, Notre camp s'étend à son tour. Qu'importe qu'on soit pauvre ou riche, Quatre cents millions de compatriotes prennent les armes ! Qu'importe notre parti, Tout le monde rejoint la résistance ! Nous devenons de plus en plus forts, Les voleurs japonais courent à leur perte, Et lorsque la victoire arrivera enfin, Se profilera l'aube de la paix dans le monde. |